# Kantje (harington)

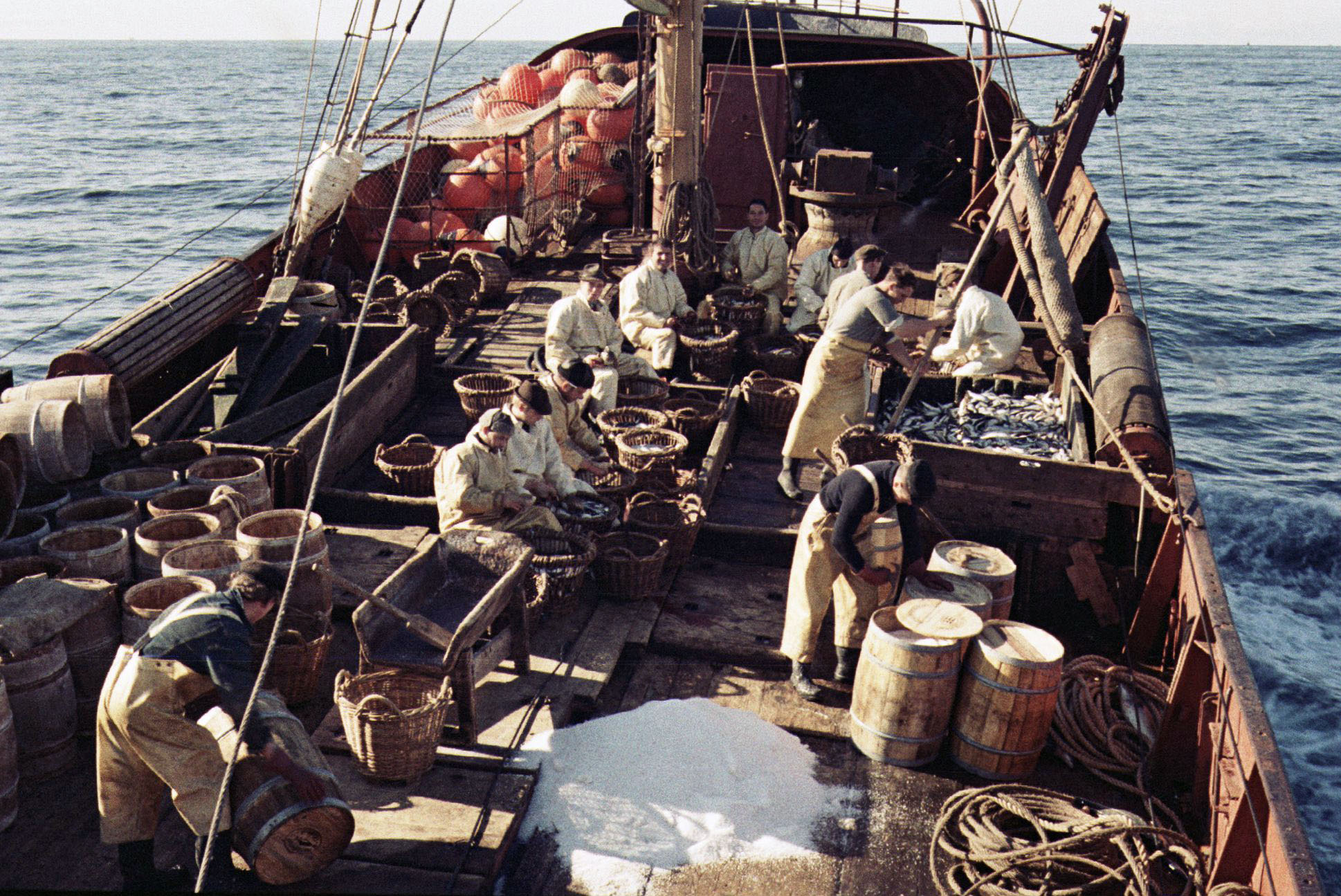
Haringvangst op een logger

Het  kantje  is een oude vissersbenaming voor een houten harington. De door een logger gevangen haring werd aan boord gekaakt, gezouten en in een ton geschept. Een dergelijke met haring gevulde ton werd een kantje genoemd. Aangevoerd aan de wal werd de haring vanuit het kantje veelal overgepakt in een nieuwe ton. Vanaf dat moment gold voor een ton niet meer de benaming kantje. Deze aanduiding bleef voorbehouden aan de houten vaten die aan boord van het vissersschip werden meegevoerd en daar werden gevuld met haring.
Vlaardingse vissersschepen vormden hierop een uitzondering. De eerder gevulde tonnen werden nog tijdens de visreis voor zover mogelijk weer bovendeks gehaald. De in de tonnen gepakte haring was inmiddels geslonken waardoor het kantje niet meer geheel was gevuld. Het kantje werd met haring bijgevuld. Daarbij verloor het zijn aanduiding 'kantje' en kreeg de benaming 'gepakte ton'. Tegenover vijf eerdere kantjes stonden in zo'n geval vier gepakte tonnen.     
Wanneer de vissers hun dagelijkse vangsten radiografisch aan hun reders meldden, werden deze opgegeven in aantallen kantjes. De totale vangst van een schip aan het eind van een visreis werd uitgedrukt in aantallen lasten. Een last omvatte voor Scheveningen en Katwijk 17 kantjes. Vlaardingen week door het aan boord overpakken daarin af; het ging in dat geval over 14 gepakte tonnen per last. Na het verdwijnen van de logger als vissersschip, en na het einde van de vleetvisserij op haring, golden deze eenheden als 'last' en 'kantje' niet meer.